# Templo de Hércules e as Musas
O Templo de Hércules e as Musas (em latim: Aedes Herculis Musorum ou Herculis et Musorum) era um templo da Roma Antiga situado no Campo de Marte, em Roma, dedicado a Hércules e as Musas. Foi edificado por Marco Fúlvio Nobilior após sua captura de Ambrácia em 189 a.C. e seu triunfo em 187 a.C., provavelmente por tomar ciência na Grécia que Hércules era um muságeta (condutor de Musas). Para Todd W. Parment, contudo, teria sido edificado entre 187 e 179 a.C., ano que foi nomeado censor ao lado de Marco Emílio Lépido.
Segundo Macróbio, Plínio, o Velho e Ovídio, Nobilior adicionou ao templo uma cópia dos fastos com notas, provavelmente os primeiros deste tipo, e estátuas das nove Musas e Hércules tocando lira, todas obtidas em Ambrácia. Mário Sérvio Honorato afirma que Nobilior também teria transferida a edícula de bronze das Camenas, anteriormente localizado no Templo da Honra e Virtude, para lá. As estátuas do Templo de Hércules são descritas em denários de Quinto Pompônio Musa datáveis de 64 a.C..
Segundo Suetônio e Ovídio, o templo teria sido reconstruído em 34 ou 33 a.C. por Lúcio Márcio Filipo, o meio-irmão do imperador Augusto (r. 27 a.C.–14 d.C.), após seu triunfo devido a seu mandato bem-sucedido como governador da Hispânia. Para Samuel Ball Platner, contudo, com base em Marcial, o construtor teria sido o pai deste, também chamado Lúcio Márcio Filipo. Ele passou a ser circundado desde este momento pelo Pórtico de Filipo. O templo foi mencionado nos Catálogos Regionais e aparece num fragmento do Plano de Mármore. Uma inscrição descobertas nas imediações esteve provavelmente originalmente no pedestal de alguma das estátuas.

## Localização
| Planimetria do Campo de Marte meridional |
| --- |
| Tibre Navália Circo Flamínio Teatro de Marcelo T. de DianaC T. da Piedade T. de Jano T. de Juno T. de Spes Templo de Belona Templo de Apolo Sosiano Templo de Júpiter Estator Templo de Juno Regina Pórtico de Otávia Portico de Filipo T. de Hércules Portico de Otávio Teatro de Balbo Cripta de Balbo Portico de Minúcio T. das Ninfas Diribitório T. de Juturna T. da Fortuna T. de Ferônia T. dos Lares Permarinos Cúria de Pompeu Portico de Pompeu Teatro de Pompeu Templo da Vênus Victrix Templo de Marte Santuário de Hércules Grande Vigia Templo de Castor e Pólux Ponte Fabrício Ilha Tiberina Pórtico dos Máximos T. de Netuno Pórtico dos Deuses Vila Pública Hecatostilo T. da Fortuna Equestre Anfiteatro de Estacílio Tauro (?) |